# Liste du patrimoine mondial aux Pays-Bas

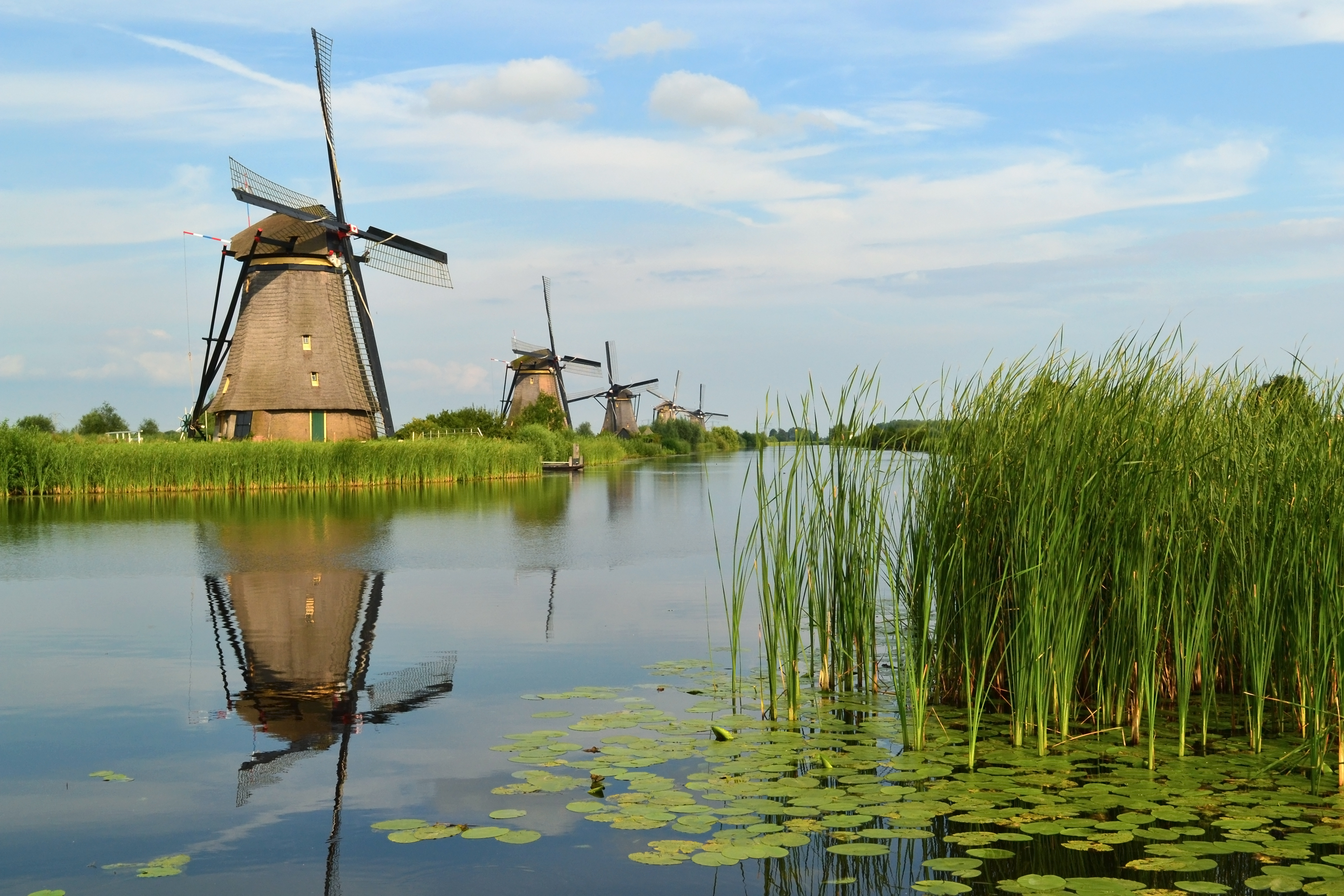
Le réseau des moulins de Kinderdijk-Elshout, en Hollande.

Cet article recense les sites inscrits au patrimoine mondial aux Pays-Bas.

## Statistiques
Les Pays-Bas acceptent la Convention pour la protection du patrimoine mondial, culturel et naturel le 26 août 1992. Le premier site protégé est inscrit en 1995.
Fin 2023, les Pays-Bas comptent 13 biens inscrits au patrimoine mondial de l'UNESCO : 12 culturels et 1 naturel. L'un de ces biens est situé à Curaçao, pays constitutif du royaume des Pays-Bas situé dans les Caraïbes ; les 11 autres sont situés dans la partie européenne du pays.
À la même date, le pays a également soumis 3 sites sur sa liste indicative : 2 culturels et 1 naturel.

## Listes

### Patrimoine mondial
Les biens néerlandais suivants sont inscrits au patrimoine mondial en 2023. Les noms et les graphies sont celles choisies par l'UNESCO. Les superficies des biens transfrontaliers sont celles de leurs parties néerlandaises. 
| Id.  | Site                                                                                  | Province                                                                                 | Année     | Superficie (ha) | Critères et notes | Coordonnées                                                                                        | Illus. |
| ---- | ------------------------------------------------------------------------------------- | ---------------------------------------------------------------------------------------- | --------- | --------------- | --- | -------------------------------------------------------------------------------------------------- | ------ |
| 1555 | Colonies de bienfaisance                                                              | Drenthe                                                                                  | 2021      | 1 462           | Culturel, (ii), (iv) Bien transfontalier avec la Belgique. 2 sites aux Pays-Bas : Frederiksoord-Wilhelminaoord et Veenhuizen.                                                                        | 52° 49′ 59″ nord, 6° 10′ 59″ est 52° 51′ 00″ nord, 6° 10′ 01″ est 53° 01′ 59″ nord, 6° 23′ 46″ est |        |
| 899  | Droogmakerij de Beemster (Polder de Beemster)                                         | Hollande-Septentrionale                                                                  | 1999      | 7 208           | Culturel, (i), (ii), (iv) | 52° 32′ 56″ nord, 4° 54′ 40″ est                                                                   |        |
| 1631 | Frontières de l'Empire romain – le limes de Germanie inférieure                       | Gueldre, Hollande-Méridionale et Utrecht                                                 | 2021      | 236,34          | Culturel, (ii), (iii), (iv) Bien sériel transfrontalier commun avec l'Allemagne, constitué de 102 sites distincts : restes de fortifications, routes, acqueducs, canaux, etc. 39 sites aux Pays-Bas. | 52° 10′ 19″ nord, 4° 25′ 59″ est                                                                   |        |
| 867  | Ir. D.F. Woudagemaal (station de pompage à la vapeur de D.F. Wouda)                   | Frise                                                                                    | 1998      | 7,32            | Culturel, (i), (ii), (iv) | 52° 50′ 46″ nord, 5° 40′ 44″ est                                                                   |        |
| 1314 | La mer des Wadden                                                                     | Frise et Groningue                                                                       | 2009      | 982 004         | Naturel, (viii), (ix), (x) Bien transfrontalier commun avec l'Allemagne et le Danemark. 2 sites aux Pays-Bas, correspondant à la partie occidentale de la mer.                                       | 53° 23′ 28″ nord, 5° 39′ 58″ est 53° 22′ 01″ nord, 6° 53′ 46″ est                                  |        |
| 759  | Lignes d'eau de défense hollandaises (nl)                                             | Brabant-Septentrional, Gueldre, Hollande-Méridionale, Hollande-Septentrionale et Utrecht | 1996 2021 | 54 779,02       | Culturel, (ii), (iv), (v) Inscrit en 1996 comme « ligne de défense d'Amsterdam », le bien regroupait 45 ouvrages de fortification. Il est étendu en 2021 et prend son nom actuel.                    | 52° 22′ 26″ nord, 4° 53′ 35″ est                                                                   |        |
| 818  | Réseau des moulins de Kinderdijk-Elshout                                              | Hollande-Méridionale                                                                     | 1997      | 96              | Culturel, (i), (ii), (iv) | 51° 52′ 59″ nord, 4° 38′ 56″ est                                                                   |        |
| 1683 | Planétarium Eisinga de Franeker                                                       | Frise                                                                                    | 2023      |                 | Culturel, (iv) | 53° 11′ 17″ nord, 5° 32′ 38″ est                                                                   |        |
| 965  | Rietveld Schröderhuis (maison Schröder de Rietveld)                                   | Utrecht                                                                                  | 2000      | 0,0075          | Culturel, (i), (ii) | 52° 05′ 06″ nord, 5° 08′ 49″ est                                                                   |        |
| 739  | Schokland et ses environs                                                             | Flevoland                                                                                | 1995      | 1 306           | Culturel, (iii), (v) | 52° 38′ 20″ nord, 5° 46′ 19″ est                                                                   |        |
| 1441 | Usine Van Nelle                                                                       | Hollande-Méridionale                                                                     | 2011      | 6,94            | Culturel, (ii), (iv) | 51° 55′ 23″ nord, 4° 25′ 59″ est                                                                   |        |
| 1349 | Zone des canaux concentriques du 17e siècle à l'intérieur du Singelgracht à Amsterdam | Hollande-Septentrionale                                                                  | 2010      | 198,2           | Culturel, (i), (ii), (iv) Correspond au centre-ville d'Amsterdam. | 52° 21′ 54″ nord, 4° 53′ 17″ est                                                                   |        |
| 819  | Zone historique de Willemstad, centre-ville et port, Curaçao                          | Curaçao                                                                                  | 1997      | 86              | Culturel, (ii), (iv), (v) Curaçao, pays constitutif du royaume des Pays-Bas situé dans les Caraïbes, est listé dans la zone « Europe et Amérique du Nord », comprenant la métropole, par l'UNESCO.   | 12° 06′ 07″ nord, 68° 54′ 07″ ouest                                                                |        |

### Liste indicative

#### Sites actuels
Les sites suivants sont inscrits sur la liste indicative du pays en 2023
| Site                                   | Province | Type                     | Date | Lien | Notes | Coordonnées                         | Illus. |
| -------------------------------------- | -------- | ------------------------ | ---- | ---- | --- | ----------------------------------- | ------ |
| Parc marin de Bonaire                  | Bonaire  | Naturel (vii), (ix)      | 2011 | 5627 | Espace situé à Bonaire, dans les Pays-Bas caribéens ; listé dans la zone « Europe et Amérique du Nord », comprenant la métropole, par l'UNESCO.                                  | 12° 10′ 01″ nord, 68° 15′ 00″ ouest |        |
| Plantations (nl) de l'ouest de Curaçao | Curaçao  | Culturel (ii), (iv), (v) | 2011 | 5632 | Domaine situé à Curaçao, dans les Caraïbes, pays constitutif du royaume des Pays-Bas ; listé dans la zone « Europe et Amérique du Nord », comprenant la métropole, par l'UNESCO. | 12° 20′ 31″ nord, 69° 05′ 38″ ouest |        |

#### Anciens sites
Les sites suivants ont été inscrits par le passé sur la liste indicative des Pays-Bas, mais n'ont donné lieu à aucune inscription au patrimoine mondial.
| Site                                   | Province                | Date | Notes | Coordonnées                         | Illus. |
| -------------------------------------- | ----------------------- | ---- | --- | ----------------------------------- | ------ |
| Alblasserwaard - Est                   | Hollande-Méridionale    | 1995 | Retiré en 2011. | 51° 52′ nord, 4° 48′ est            |        |
| Le Gouw et le Groetpolder              | Hollande-Septentrionale | 1995 | Retiré en 2011. | 52° 46′ 12″ nord, 4° 55′ 01″ est    |        |
| Île de Saba                            | Saba                    | 2011 | Dans les Caraïbes, proposition retirée en 2019.                                                                             | 17° 37′ 59″ nord, 63° 13′ 59″ ouest |        |
| Middag-Humsterland (nl)                | Groningue               | 1995 | Retiré en 2011. | 53° 18′ 18″ nord, 6° 29′ 35″ est    |        |
| Musée Teyler                           | Hollande-Septentrionale | 2011 | Le Comité décide de ne pas inscrire le site en 2013. Les Pays-Bas retirent la proposition de leur liste indicative en 2019. | 52° 23′ nord, 4° 38′ est            |        |
| Noordoostpolder                        | Flevoland               | 1995 | Retiré en 2011. | 52° 42′ 36″ nord, 5° 42′ 18″ est    |        |
| Sanatorium Zonnestraal (nl)            | Hollande-Septentrionale | 2011 | Retiré en 2019. | 52° 12′ 04″ nord, 5° 09′ 11″ est    |        |
| Visvijverweg/Noordertocht, Swifterbant | Flevoland               | 1995 | Retiré en 2011. | 52° 34′ 01″ nord, 5° 38′ 31″ est    |        |